# 2017年西奈清真寺袭击
2017年11月24日欧洲东部时间下午1:50，拉瓦达清真寺在星期五礼拜活动期间遭到大约四十名枪手的袭击。该清真寺位于埃及北西奈省比尔阿比德镇东边。它是苏菲派贾里里亚教团主要清真寺之一，该教团是北西奈省最大的苏菲教团。贾里里亚教团的名字源于创始人，谢赫艾德·阿尔-贾里里。他是萨瓦卡部落和贾拉家族的成员。贾里里家族居住在附近的比尔阿贝德。此次袭击造成311人死亡，至少122人受伤，成为埃及历史上最致命的袭击事件。这是继10月14日摩加迪沙爆炸案之后，2017年迄今为止第二大致命的恐怖袭击。

## 袭击
拉瓦达清真寺位于西奈半岛的主要沿海高速公路上，这条高速公路将塞德港与加沙连接起来，属于当地萨尔卡部落，他们遵循苏菲派贾里里亚教团 –Abu Ahmed al- ghazawi运动的一个分支，属于更广泛的德加维教团。清真寺位于阿里什和比尔阿比德之间的道路上。
据当地媒体报道，袭击者在四辆越野车上放置了三枚炸弹。袭击者使用燃烧的汽车残骸阻挡逃生路线。他们引爆炸弹后，向在拉瓦达清真寺进行周五礼拜拥挤的礼拜者中发射了火箭弹并开火。当救护车到达并运送伤员到医院时，袭击者也向他们开火，并选择了伏击点来袭击他们。当地居民迅速作出反应，用自己的汽车和卡车把伤员送到医院，甚至拿起武器进行反击。

### 伤亡
311人在袭击中丧生，其中27名儿童死亡，至少122人受伤。许多受害者在附近的盐矿工作，他们在清真寺做周五的礼拜。

## 责任
没有任何组织宣称对这次袭击负责，尽管有报道称袭击似乎是伊斯兰国分支西奈省发动的。11月25日，埃及检察官办公室援引对幸存者的采访说，袭击者挥舞着伊斯兰国的旗帜。
自2013年7月以来，伊斯兰武装分子一直活跃在西奈半岛，造成至少1,000名埃及安全部队人员死亡。据《纽约时报》，2017年1月，西奈半岛一名叛军指挥官的采访发表在伊斯兰国杂志《罗马》第五期，指挥官谴责苏菲派的做法，并确定苏菲派居住的西奈是伊斯兰国打算发动袭击“根除”的三个地区之一。
伊斯兰勇士，是西奈半岛上一个原隶属于伊斯兰国后脱离，与基地组织有关联的圣战组织，声称他们是无辜的，并谴责了对拉瓦达清真寺的袭击。

## 反应
埃及在袭击事件发生后宣布了三天的全国哀悼日。埃及总统阿卜杜勒-法塔赫·塞西表示，这次袭击“不会逍遥法外”。总统还下令政府拨款补偿死者家属。
穆斯林兄弟会在Twitter和Facebook上写到“强烈谴责”袭击事件，并表示那些负责的人应该“放弃极端主义和暴力”。埃及最古老的学位授予大学艾資哈爾大學发表声明谴责袭击事件，称“恐怖主义将被击溃”。此次袭击事件受到国际社会的广泛谴责，许多国家领导人发表声明和社交媒体帖子。土耳其宣布从星期一开始全国哀悼，总统雷杰普·塔伊普·埃尔多安、总理比纳利·耶伊尔德勒姆和副总理贝基尔·博兹达格谴责这一袭击事件，并向埃及国民表示哀悼。
由于安全问题，原定于11月25 - 27日在拉法举行的埃及到加沙边境口岸为期三天的开放被取消。开罗国际电影节在一份新闻稿中表示打算继续举办电影节，并谴责袭击事件。
特拉维夫-雅法市政大楼、伯明翰图书馆和加拿大國家電視塔被用埃及国旗的颜色照亮，以示团结。埃菲尔铁塔的灯光也熄灭了。

### 军事反应
塞西总统誓言要发动“最猛烈”反击，埃及当局迅速宣布反击，埃及空軍称对部分武装分子的车辆进行了追击和摧毁。空袭也在该镇周围的山区进行。